# ムネアカオオクロテントウ
ムネアカオオクロテントウ（Synona consanguinea）は、テントウムシ科の昆虫の1つ。鞘翅が黒色、胸部や腹面は橙色のまん丸いテントウムシで、クズに生息するマルカメムシの幼虫を食べる。中国原産の外来種で近年東京都や大阪府で確認されている。

## 形態
成虫は上翅が艶のある黒色で、前胸背板や頭・腹側は鮮やかな橙色、体全体が丸くて体長5-7mm程度。幼虫は橙色の地色に黒斑が、頭部から尾部にかけて特徴的な順序で並ぶ（2黒点/左右黒色*2節/2黒点/黒色帯2節/橙色帯/黒色帯5節）。

## 生態
クズなどマメ科の植物に棲むマルカメムシの幼虫を食べる。テントウムシ族の多くの種がアブラムシ類を食べるなかで、カメムシ類を食べる種はめずらしい。またイネ科植物の茎でも見つかる。クズの葉上に黄色の卵を林立させて産みつける。

## 分布
中国、台湾、ミャンマー、タイ、ベトナム 。日本では近年東京都・神奈川県や大阪府で確認されている。

## 分類
Synona属は多くの種を擁するテントウムシ族Coccinelliniの中にあってクルミハムシを食べるカメノコテントウと近縁であることが示唆されている。

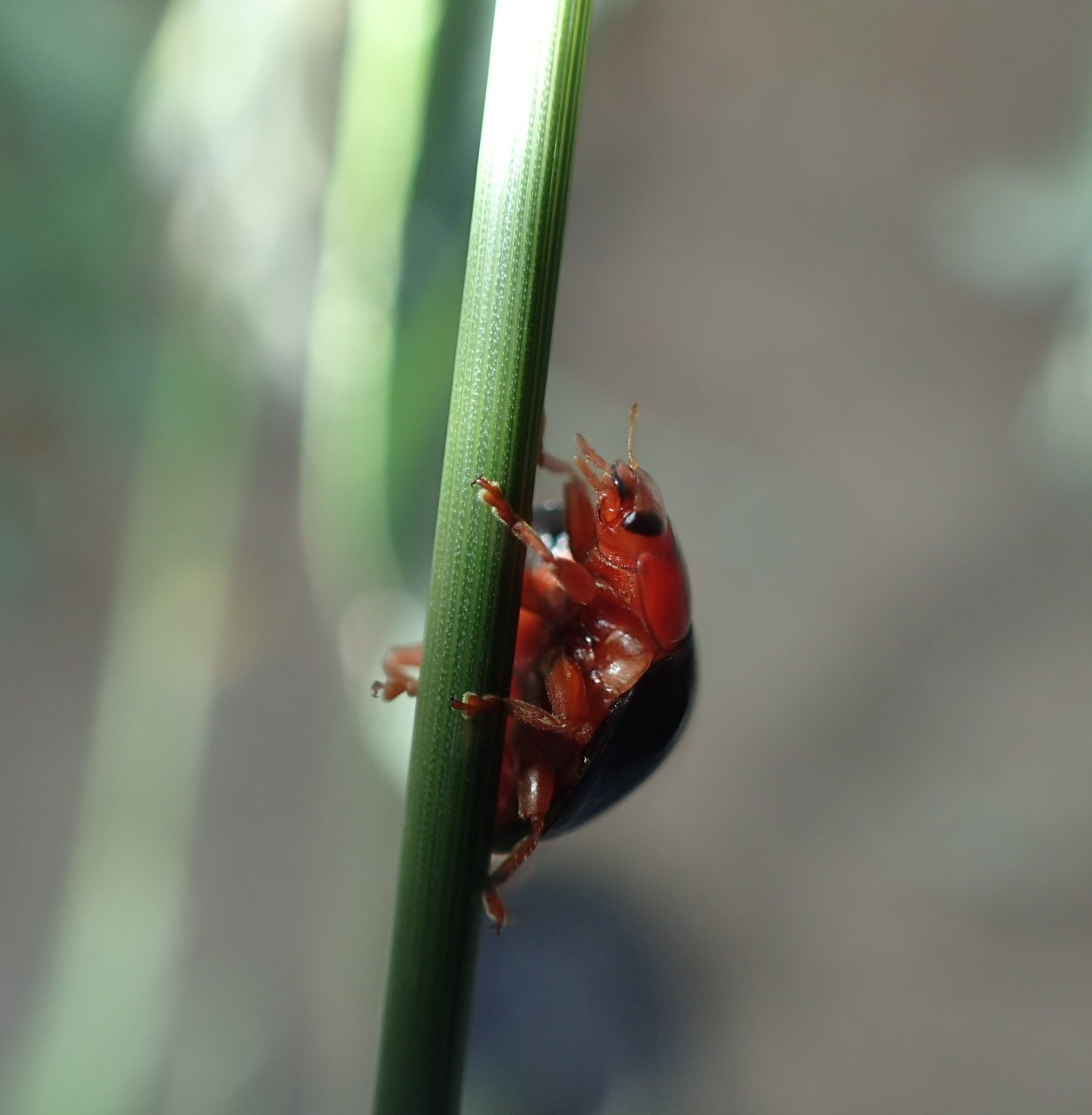
頭部と腹側
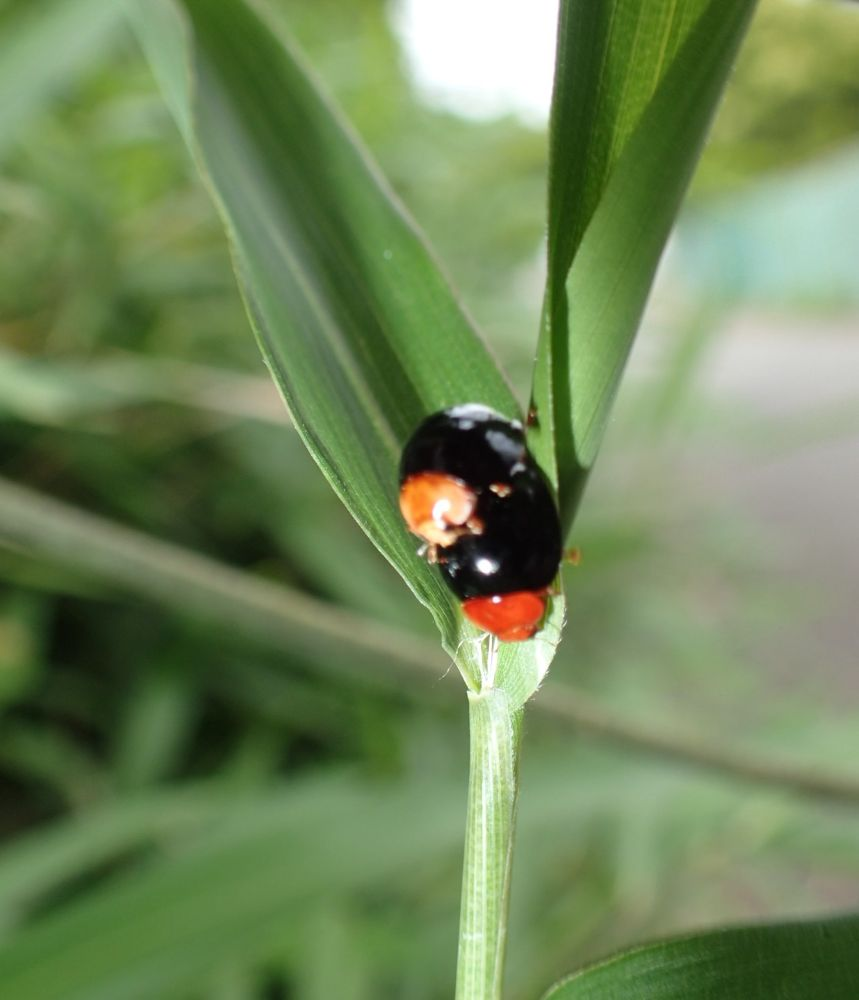
交尾中

## 類似の種
- Synona obscura　Poorani, Ślipiński & Booth, 2008 外観はムネアカオオクロテントウと同様で、鞘翅は黒色、前胸背板・頭部・腹側は橙色。卵は黄橙色で葉上に林立。分布はインド・スリランカ。雄性器の形態の違いによりムネアカオオクロテントウと区別される[9][10]。